# Roberto Pérez
Roberto Pérez (San Ignacio de Velasco, 17 april 1960 – Santa Cruz de la Sierra, 20 februari 2024) was een Boliviaans voetballer, die speelde als verdediger. Hij beëindigde zijn actieve loopbaan in 1997 bij de Boliviaanse club Oriente Petrolero.

## Clubcarrière
Pérez begon zijn professionele loopbaan in 1978 bij Real Santa Cruz en kwam daarnaast onder meer uit voor Club Destroyers, Club Bolívar en Club Blooming. Met Bolívar won hij tweemaal de Boliviaanse landstitel: 1985 en 1992.

## Interlandcarrière
Pérez speelde in totaal vijftien officiële interlands voor Bolivia in de periode 1983-1993. Onder leiding van bondscoach Wilfredo Camacho maakte hij zijn debuut op 3 augustus 1983 in de vriendschappelijke wedstrijd tegen Paraguay (2-1). Hij nam met La Verde tweemaal deel aan de strijd om de Copa América:
Hij overleed op 63-jarige leeftijd.

## Erelijst
Club Bolívar
- Liga de Boliviano

1985, 1992